# Olympische Sommerspiele 1952/Leichtathletik – Speerwurf (Männer)

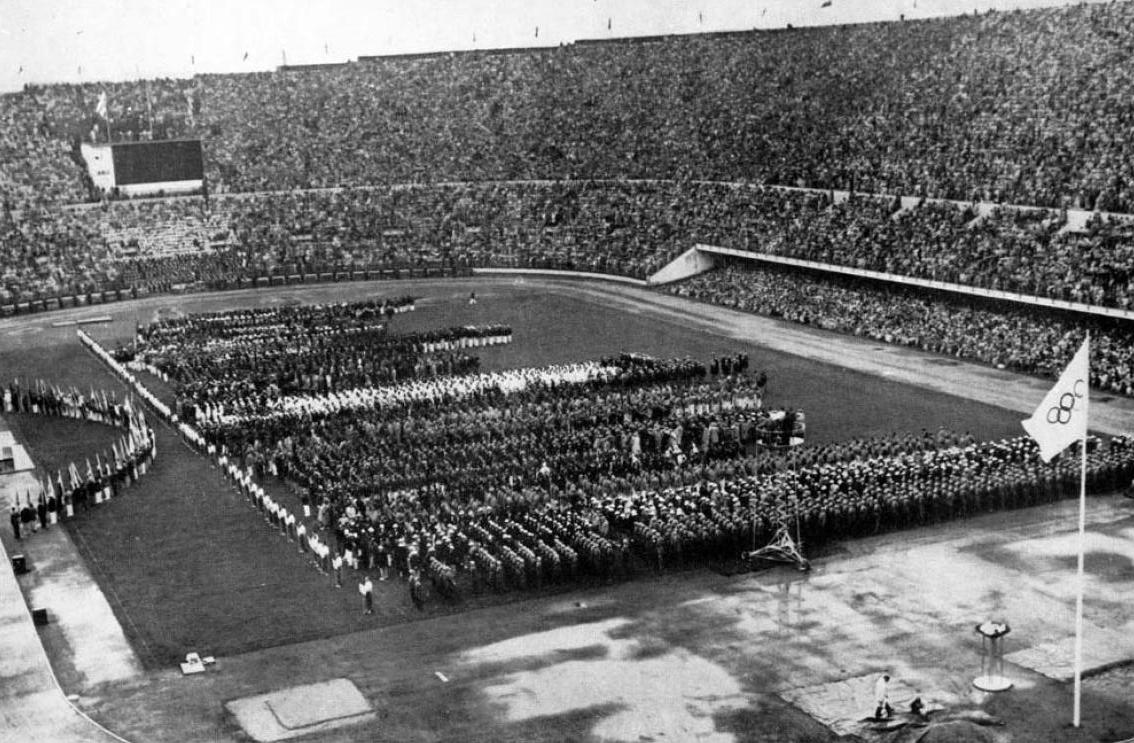
Eröffnungsfeier bei den Olympischen Spielen in Helsinki

Der Speerwurf der Männer bei den Olympischen Spielen 1952 in Helsinki wurde am 23. Juli 1952 ausgetragen. 26 Athleten nahmen teil.
Olympiasieger wurde der US-Amerikaner Cy Young. Er siegte vor seinem Landsmann Bill Miller und dem Finnen Toivo Hyytiäinen.

## Rekorde

### Bestehende Rekorde
| Weltrekord         | 78,70 m | Yrjö Nikkanen ( Finnland)  | Kotka, Finnland            | 16. Oktober 1938 |
| Olympischer Rekord | 72,71 m | Matti Järvinen ( Finnland) | Finale OS Los Angeles, USA | 4. August 1932   |

### Rekordverbesserung
Der US-amerikanische Olympiasieger Cy Young verbesserte den bestehenden olympischen Rekord im Finale am 23. Juli um 1,07 m auf 73,78 m.

## Durchführung des Wettbewerbs
26 Teilnehmer traten am 23. Juli in zwei Gruppen zu einer Qualifikationsrunde an. Die Qualifikationsweite, die von siebzehn Werfern übertroffen wurde, betrug 64,00 Meter. Da sich mehr als zwölf Athleten – hellblau unterlegt – direkt für das Finale am Nachmittag desselben Tages qualifizierten, musste das Finalfeld, das mit mindestens zwölf Wettbewerbern besetzt sein sollte, nicht weiter aufgefüllt werden. Die in der Qualifikation erzielten Resultate wurden nicht für das Finale mitgewertet.
Im Finale hatten alle Teilnehmer zunächst drei Versuche. Die sechs besten Athleten durften dann drei weitere Würfe ausführen.

## Zeitplan
23. Juli, 10:00 Uhr: Qualifikation

23. Juli, 16:00 Uhr: Finale

## Legende
Kurze Übersicht zur Bedeutung der Symbolik – so üblicherweise auch in sonstigen Veröffentlichungen verwendet:
| – | verzichtet |
| x | ungültig   |

## Qualifikation
Datum: 23. Juli 1952, 10:00 Uhr

### Gruppe A

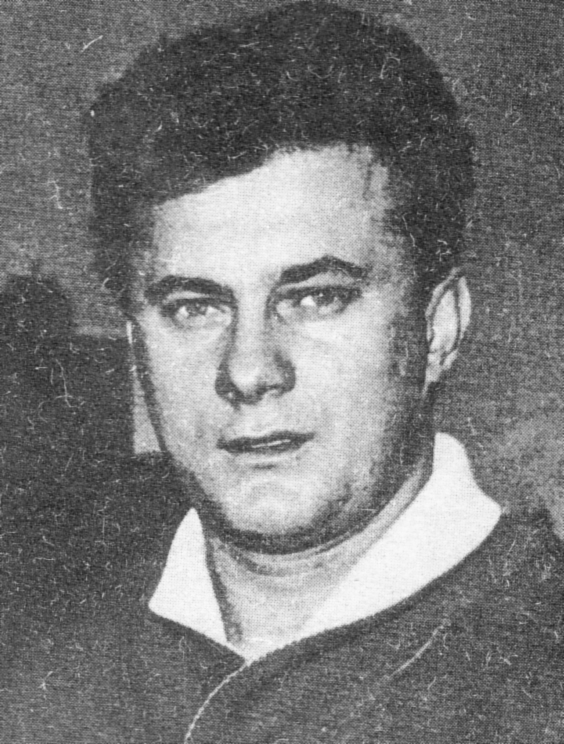
Janusz Sidło – ausgeschieden mit 62,16 m in Qualifikationsgruppe B

| Platz | Name              | Nation         | 1. Versuch | 2. Versuch | 3. Versuch | Weite   |
| ----- | ----------------- | -------------- | ---------- | ---------- | ---------- | ------- |
| 01    | Toivo Hyytiäinen  | Finnland       | 71,29 m    | –          | –          | 71,29 m |
| 02    | Per-Arne Berglund | Schweden       | 71,28 m    | –          | –          | 71,28 m |
| 03    | Bud Held          | USA            | 60,42 m    | 68,62 m    | –          | 68,62 m |
| 04    | Otto Bengtsson    | Schweden       | 67,58 m    | –          | –          | 67,58 m |
| 05    | Herbert Koschel   | BR Deutschland | 67,22 m    | –          | –          | 67,22 m |
| 06    | Ragnar Ericzon    | Schweden       | 66,68 m    | –          | –          | 66,68 m |
| 07    | Branko Dangubić   | Jugoslawien    | 53,15 m    | 66,58 m    | –          | 66,58 m |
| 08    | Ricardo Héber     | Argentinien    | 60,41 m    | 64,82 m    | –          | 64,82 m |
| 09    | Eino Leppänen     | Finnland       | 63,32 m    | 64,47 m    | –          | 64,47 m |
| 10    | Wladimir Kusnezow | Sowjetunion    | 63,50 m    | 64,38 m    | –          | 64,38 m |
| 11    | Michael Denley    | Großbritannien | x          | 55,15 m    | 61,58 m    | 61,58 m |
| 12    | Jalal Khan        | Pakistan       | 53,34 m    | 51,00 m    | 55,56 m    | 55,56 m |
| 13    | Brígido Iriarte   | Venezuela      | 52,13 m    | 52,10 m    | 47,84 m    | 52,13 m |
| DNS   | Pedro Apellániz   | Spanien        |            |            |            |         |

### Gruppe B

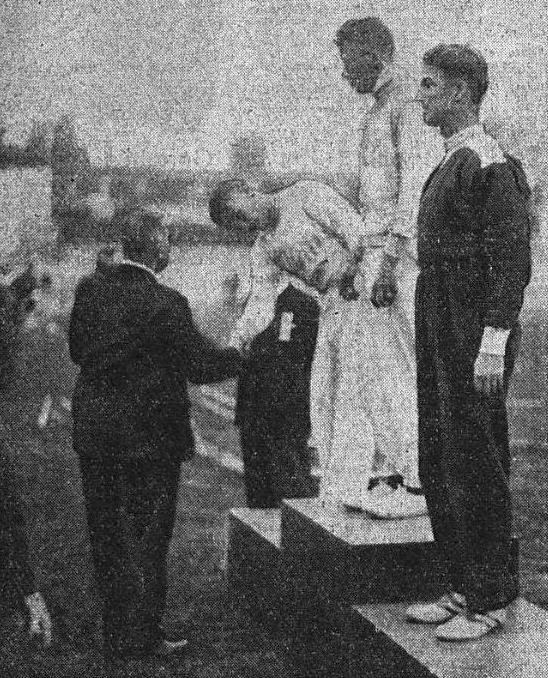
József Várszegi (rechts, als Dritter der Europameisterschaften 1938) – ausgeschieden mit 56,82 m in Qualifikationsgruppe B

| Platz | Name                   | Nation         | 1. Versuch | 2. Versuch | 3. Versuch | Weite   |
| ----- | ---------------------- | -------------- | ---------- | ---------- | ---------- | ------- |
| 01    | Wiktor Zybulenko       | Sowjetunion    | 69,42 m    | –          | –          | 69,42 m |
| 02    | Cy Young               | USA            | 58,52 m    | 67,26 m    | –          | 67,26 m |
| 03    | Soini Nikkinen         | Finnland       | 67,15 m    | –          | –          | 67,15 m |
| 04    | Richard Miller         | Großbritannien | 62,30 m    | 60,69 m    | 64,81 m    | 64,81 m |
| 05    | Bill Miller            | USA            | 64,81 m    | –          | –          | 64,81 m |
| 06    | Amos Matteucci         | Italien        | 62,19 m    | 64,50 m    | –          | 64,50 m |
| 07    | Juri Schtscherbakow    | Sowjetunion    | 59,79 m    | 64,39 m    | –          | 64,39 m |
| 08    | Janusz Sidło           | Polen          | 59,52 m    | 62,16 m    | 59,33 m    | 62,16 m |
| 09    | Zbigniew Radziwonowicz | Polen          | x          | 61,56 m    | 56,74 m    | 61,56 m |
| 10    | Halil Zıraman          | Türkei         | 59,68 m    | x          | 61,19 m    | 61,19 m |
| 11    | Aristidis Roubanis     | Griechenland   | 40,85 m    | 60,55 m    | –          | 60,55 m |
| 12    | József Várszegi        | Ungarn         | 54,18 m    | 56,59 m    | 56,82 m    | 56,82 m |
| 13    | Reinaldo Oliver        | Puerto Rico    | x          | x          | 52,40 m    | 52,40 m |

## Finale und Endergebnis

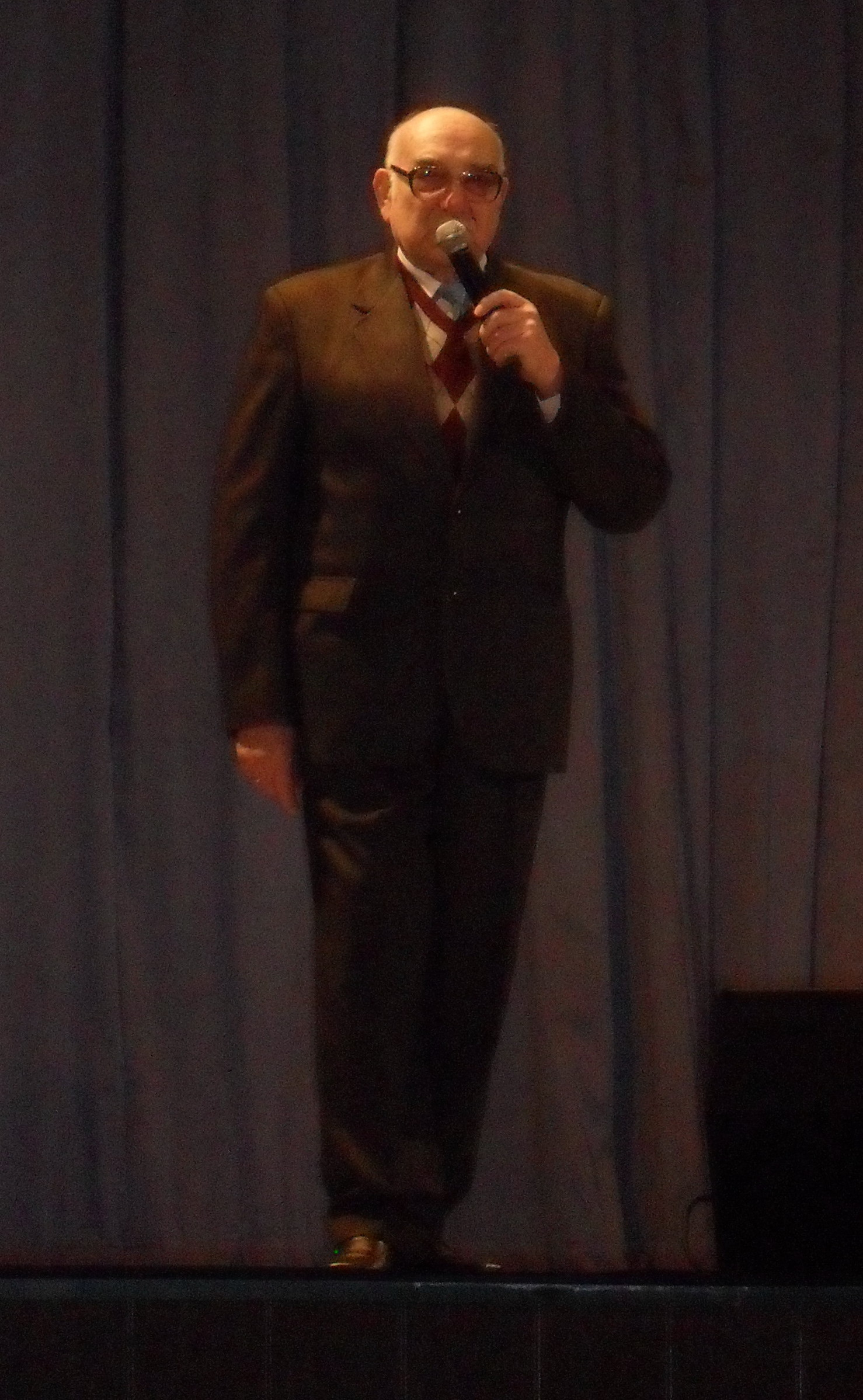
Der viertplatzierte Wiktor Zybulenko (hier im Jahr 2014) errang 1956 Olympiabronze und 1960 Olympiagold

Datum: 23. Juli 1952, 16:00 Uhr
| Platz | Name                | Nation         | 1. Versuch | 2. Versuch | 3. Versuch | 4. Versuch                              | 5. Versuch                              | 6. Versuch                              | Endresultat |  |
| ----- | ------------------- | -------------- | ---------- | ---------- | ---------- | --------------------------------------- | --------------------------------------- | --------------------------------------- | ----------- |  |
| 1     | Cy Young            | USA            | 68,45 m    | 73,78 m OR | 72,80 m    | 65,73 m                                 | 71,73 m                                 | x                                       | 73,78 m OR  |  |
| 2     | Bill Miller         | USA            | 72,46 m    | 71,65 m    | 63,95 m    | 65,41 m                                 | 66,97 m                                 | 70,45 m                                 | 72,46 m     |  |
| 3     | Toivo Hyytiäinen    | Finnland       | 71,89 m    | 71,24 m    | 70,25 m    | 70,00 m                                 | 69,55 m                                 | 71,16 m                                 | 71,89 m     |  |
| 4     | Wiktor Zybulenko    | Sowjetunion    | 71,72 m    | 70,44 m    | 66,48 m    | 71,37 m                                 | 66,49 m                                 | x                                       | 71,72 m     |  |
| 5     | Branko Dangubić     | Jugoslawien    | 66,21 m    | 61,09 m    | 70,55 m    | 58,94 m                                 | x                                       | x                                       | 70,55 m     |  |
| 6     | Wladimir Kusnezow   | Sowjetunion    | 70,37 m    | 65,71 m    | 64,81 m    | 56,16 m                                 | 58,08 m                                 | 60,10 m                                 | 70,37 m     |  |
|       |                     |                |            |            |            |                                         |                                         |                                         |             |  |
| 7     | Ragnar Ericzon      | Schweden       | 69,04 m    | 64,55 m    | 68,02 m    | nicht im Finale der besten sechs Werfer | nicht im Finale der besten sechs Werfer | nicht im Finale der besten sechs Werfer | 69,04 m     |  |
| 8     | Soini Nikkinen      | Finnland       | 68,80 m    | 64,08 m    | 61,58 m    | nicht im Finale der besten sechs Werfer | nicht im Finale der besten sechs Werfer | nicht im Finale der besten sechs Werfer | 68,80 m     |  |
| 9     | Bud Held            | USA            | 68,42 m    | 000x       | x          | nicht im Finale der besten sechs Werfer | nicht im Finale der besten sechs Werfer | nicht im Finale der besten sechs Werfer | 68,42 m     |  |
| 10    | Per-Arne Berglund   | Schweden       | 58,93 m    | 67,47 m    | 64,13 m    | nicht im Finale der besten sechs Werfer | nicht im Finale der besten sechs Werfer | nicht im Finale der besten sechs Werfer | 67,47 m     |  |
| 11    | Otto Bengtsson      | Schweden       | 65,50 m    | 63,92 m    | 64,58 m    | nicht im Finale der besten sechs Werfer | nicht im Finale der besten sechs Werfer | nicht im Finale der besten sechs Werfer | 65,50 m     |  |
| 12    | Herbert Koschel     | BR Deutschland | x          | 64,54 m    | 64,06 m    | nicht im Finale der besten sechs Werfer | nicht im Finale der besten sechs Werfer | nicht im Finale der besten sechs Werfer | 64,54 m     |  |
| 13    | Juri Schtscherbakow | Sowjetunion    | 64,52 m    | 60,09 m    | 60,79 m    | nicht im Finale der besten sechs Werfer | nicht im Finale der besten sechs Werfer | nicht im Finale der besten sechs Werfer | 64,52 m     |  |
| 14    | Richard Miller      | Großbritannien | x          | 63,75 m    | 59,64 m    | nicht im Finale der besten sechs Werfer | nicht im Finale der besten sechs Werfer | nicht im Finale der besten sechs Werfer | 63,75 m     |  |
| 15    | Ricardo Héber       | Argentinien    | 60,43 m    | 62,70 m    | 62,82 m    | nicht im Finale der besten sechs Werfer | nicht im Finale der besten sechs Werfer | nicht im Finale der besten sechs Werfer | 62,82 m     |  |
| 16    | Eino Leppänen       | Finnland       | 58,28 m    | 62,61 m    | x          | nicht im Finale der besten sechs Werfer | nicht im Finale der besten sechs Werfer | nicht im Finale der besten sechs Werfer | 62,61 m     |  |
| 17    | Amos Matteucci      | Italien        | 59,75 m    | 61,67 m    | 61,38 m    | nicht im Finale der besten sechs Werfer | nicht im Finale der besten sechs Werfer | nicht im Finale der besten sechs Werfer | 61,67 m     |  |

Keiner der Finalisten hatte eine ausgesprochene Favoritenrolle. Die Finnen, insbesondere der amtierende Europameister Toivo Hyytiäinen, wurden als stark eingeschätzt. Doch es waren überraschenderweise die US-Amerikaner, die die Akzente setzten.
Nachdem Bill Miller im ersten Versuch in Führung gegangen war, verbesserte Cyrus Young im zweiten Versuch den zwanzig Jahre alten Olympiarekord des Finnen Matti Järvinen. Da sich niemand mehr steigern konnte, gingen die Gold- und Silbermedaille an die USA, Hyytiäinen errang die Bronzemedaille.
Der dritte US-Amerikaner Franklin „Bud“ Held trat gehandicapt durch eine Schulterverletzung an und kam so nicht über den neunten Platz hinaus. Er wurde später bekannt durch die Konstruktion eines neuartigen Speers, die "Held-Zigarre".
Cyrus Young schaffte den ersten US-Sieg im olympischen Speerwurf.

## Video
- OLYMPIC GAMES - 1952, Bereich: 1:00 min bis 1:09 min, youtube.com, abgerufen am 7. August 2021